# Vladimír Zatloukal
Vladimír Zatloukal (* 11. října 1957, Praha) je český kytarista. Pochází z pražských Vinohrad, roku 1977 se vyučil typografem a šest let toto řemeslo vykonával. Poté střídal různé profese, byl zaměstnán například jako geodetický figurant nebo pracovník kominické společnosti. V současnosti se profesionálně věnuje hudbě a výuce hry na kytaru. V minulosti se zabýval počítačovou grafikou, pracoval v soukromé, umělecky zaměřené mateřské školce Školka písnička, kterou spoluvlastnily jeho manželka Blanka a zpěvačka Hudby Praha Jarmila "Jamajka" Koblicová.
Jeho velkým koníčkem je výtvarné umění, především malba. Té se soustavně věnuje již od mládí. Jeho portrét Luboše Pospíšila najdeme na Pospíšilově desce Vzdálená tvář. Své obrazy vystavil v roce 2012 v Kulturním centru Kaštan.
Má dvě děti Ondřeje (* 1985) a Evu (* 1988).

## Hudba
V dětství hrál postupně na mandolínu, bendžo a nakonec na kytaru. Jeho prvním nástrojem byla Jolana Diamant v současnosti preferuje kytary Gibson (Les Paul Custom, SG).
V roce 1981 nastoupil do skupiny Garáž.
Od roku 1982 hrál ve skupinách Jasná Páka a Hudba Praha (v druhé z nich se svým mladším bratrem kytaristou Bohumilem). Spolu s Michalem Ambrožem je jediným členem kapely HP, který s ní hrál od jejího založení v roce 1984 až do jejího rozpadu v roce 2015. Pro HP složil i několik písní. Jeho zpěv můžeme slyšet např. v písni Čau amore.
Koncem 80. let hrál spolu se svým bratrem Bohumilem Zatloukalem, J. I. Wünchem a Olinem Nejezchlebou v ne dlouho trvající, ale zato o to zajímavější skupině Ztracené iluze. Název této skupiny si později bratři Zatloukalovi vypůjčili pro své folk rockové trio, kde hrají především písně Bohumila Zatloukala za doprovodu zpěvačky Jarmily Jamajky Koblicové.
V roce 1991 se krátce připojuje k Luboši Pospíšilovi, se kterým nahraje desku Třináctá komora. Je autorem písně Kolumbus.
V roce 1995 nastoupil do skupiny Echt! svého bývalého spoluhráče z Hudby Praha Karla Malíka, kde působil až do roku 2013 a natočil s ní všechny tři její studiová a jedno živé album.
V roce 2008 nastupuje do znovuobnovené Jasné Páky, se kterou po boku dalších původních členů Davida Kollera a Michala Ambrože nahrál její poslední album Černá deska + Stará vlna s novým obsahem (live). Po rozpadu Hudby Praha v roce 2015 ukončuje své působení i v Jasné Páce a spolu s původními členy Hudby Praha zakládá bez kapelníka Michala Ambrože Hudbu Praha Band, která se na rozdíl od moderněji znějící Michal Ambrož & Hudba Praha více odkazuje na původní zvuk kapely HP z 90. let.